# Ходячий замок (роман)
«Ходя́чий за́мок» (англ. Howl's Moving Castle) — фэнтезийный роман британской писательницы Дианы Уинн Джонс, впервые опубликованный в 1986 году. В 2004 году по мотивам романа студия «Ghibli» выпустила полнометражный анимационный фильм, режиссёром которого был Хаяо Миядзаки. У «Ходячего замка» два сиквела: в 1990 году был опубликован «Воздушный замок», в 2008-м — «Дом ста дорог».

## Сюжет
Повествование ведётся от лица восемнадцатилетней девушки Софи, живущей в небольшом городе Маркет-Чиппинг, находящемся в королевстве Ингария, где магия является обыденным делом. Как старшая из сестёр, она, начитавшись сказок, вбила в голову, что только младшие дети обречены на успех в жизни. Неожиданно в семье происходит трагедия — отец Софи уходит из жизни. Мачеха собирает Софи, Летти и свою родную дочь от мужа Марту и озвучивает, что денег муж оставил немного и дальше оплачивать обучение девушек в школе она не сможет.
Поскольку Софи искусно обращалась с иглой, мачеха оставляет её дома как будущую преемницу шляпного бизнеса их отца. Летти же она устраивает в пекарню, а Марту отдаёт в ученицы знакомой ведьме. Главная героиня с тоской в сердце прощается с сёстрами и вливается в скучные будни мастерицы женских шляпок. Чтобы хоть как то скрасить одиночество сидения в каморке за работой, она начинает разговаривать со шляпками, иногда самым неудачным работам льстить и мечтать о том, что владелицам шляпок подвернётся удачное знакомство.
Через некоторое время до Софи доходят слухи, что с девушками, купившими её работы, происходят приятные события. Многие покупательницы просят именно ту шляпку, в которой одна из девушек удачно выскочила замуж за графа. Ещё в городе болтают о появлении в его окрестностях колдуна-«сердцееда». Жители часто видят его волшебный блуждающий замок в холмах. Через пару месяцев наступают майские праздники, и Софи, собравшись с духом, идёт в пекарню навестить сестру. Город полон весенней романтикой, и героиня чувствует себя неуютно, пробираясь сквозь веселье праздника. Неожиданно с ней пытается познакомиться привлекательный юноша в сером платье и в шали. Девушка в спешке убегает от него в людную пекарню.
Софи находит сестру и замечает, что она чем-то напугана. Уединившись, девушка раскрывает причину тревоги сестре. Оказывается, Летти и Марта были крайне недовольны, что их судьбу решили без спроса, и, сговорившись, поменялись телами, предварительно стащив у ведьмы зелье. Летти очень хотела учиться волшебству, а Марта не хотела прозябать за книгами. Также сестра упрекает Софи в безропотности и в том, что мама использует её талант и даже не платит ей зарплату. Опечаленная Софи, поговорив с мачехой, понимает, что Марта в чём-то права.
Вскоре в магазин приходит утончённая дама в чёрном и снисходительно критикует шляпки, сделанные Софи. Героиня соглашается, что шляпки слишком скромны, и пытается выпроводить даму. Дама начинает упрекать, что ей не следовало переходить дорогу ведьме Пустоши, и перед уходом проклинает девушку. Подойдя к зеркалу, Софи понимает, что её превратили в дряхлую старуху. Софи покидает свой магазин и уходит из дома куда глаза глядят.
После долгой и изнурительной дороги Софи находит пристанище в замке колдуна Хоула, где живёт его ученик Майкл, а в очаге обитает огненный демон Кальцифер. Пользуясь отсутствием хозяина, Софи заключает сделку с демоном: если Софи поможет разорвать договор Кальцифера с Хоулом, Кальцифер вернёт Софи молодость. Однако выясняется, что условия договора не могут быть раскрыты посторонним ни Кальцифером, ни Хоулом. Софи должна попытаться угадать, каковы эти условия, а Кальцифер будет подкидывать ей подсказки и намёки.
На следующее утро возвращается хозяин замка, и Софи с удивлением узнаёт в нём юношу, которого встретила на майском празднике. Софи объявляет, что она их новая уборщица, и остаётся жить в замке. Старушка со всем усердием начинает разгребать многолетнюю грязь холостяцкого убежища, попутно ища «изжёванные» сердца красавиц и язвительно и настырно вмешиваясь в жизнь хозяина. Вскоре Софи узнаёт, что Майкл по просьбе Хоула распространяет слухи о его кровожадности, чтобы не привлекать к нему лишнего внимания, а также не показывать его слишком благородным в глазах короля, тем самым избегая лишних обязанностей и ответственности.
Когда младший брат короля пропал во время поисков своего друга, Королевского Волшебника, король приказал Хоулу найти их обоих, а также убить ведьму Пустоши. Хоул попытался увильнуть от смертельной миссии, попросив Софи под видом своей матери очернить его в глазах короля. Однако вместо этого Софи случайно проговаривается, что он, напротив, лучше, чем о нём думают. Так её слова сделали Хоула вторым Королевским Волшебником, чего он всеми силами старался избежать.
Хоул продолжал избегать встреч с Ведьмой Пустоши, пока та не заманила Софи в ловушку: поверив, что нынешняя любовь Хоула захвачена ведьмой, Софи отправилась её спасать и в результате сама оказалась в плену. Хоул пришёл ей на помощь и расправился с ведьмой; попутно выясняется, что якобы возлюбленная Хоула на самом деле была огненным демоном ведьмы. Хоул, пытаясь остановить демона, потерпел неудачу: демон захватила Кальцифера и попыталась достать из него сердце Хоула. Софи, используя свой талант наделять предметы душой, попутно защищаясь, разорвала договор между Хоулом и Кальцифером, не причинив вреда никому из них. Возращая сердце обратно в грудь Хоула, Софи почти не заметила, как вновь встала молодой. Очнувшись, Хоул уничтожил огненного демона и снял заклятье с Кудесника Сэлимана и Принца Джастина. Их ведьма слила воедино, пытаясь создать марионетку для трона Ингарии.

Софи и Хоул поняли, что любят друг друга (вслух этого не высказав), и Хоул предположил, что им придётся теперь вместе влипать в истории, жить долго и счастливо и умереть в один день.